# 1993-as Roland Garros
Az 1993-as Roland Garros az év második Grand Slam-tornája, a Roland Garros 92. kiadása volt, amelyet május 24–június 6. között rendeztek Párizsban. Férfiaknál a spanyol Sergi Bruguera, nőknél a német Steffi Graf nyert.

## Döntők

### Férfi egyes
Sergi Bruguera -  Jim Courier 6-4, 2-6, 6-2, 3-6, 6-3

### Női egyes
Steffi Graf -  Mary Joe Fernández 4-6, 6-2, 6-4

### Férfi páros
Luke Jensen /  Murphy Jensen -  Marc-Kevin Goellner /  David Prinosil 6-4, 6-7, 6-4

### Női páros
Gigi Fernández /  Natallja Zverava -  Larisa Neiland /  Jana Novotná 6-3, 7-5

### Vegyes páros
Jevgenyija Manyukova /  Andrej Olhovszkij -  Elna Reinach /  Danie Visser, 6-2, 4-6, 6-4

## Juniorok

### Fiú egyéni
Roberto Carretero –  Albert Costa 6–0, 7–6

### Lány egyéni
Martina Hingis –  Laurence Courtois, 7–5, 7–5

### Fiú páros
Steven Downs /  James Greenhalgh –  Neville Godwin /  Gareth Williams, 6–1, 6–1

### Lány páros
Laurence Courtois /  Nancy Feber –  Lara Bitter /  Maaike Koutstaal, 3–6, 6–1, 6–3